# Matt Smith
Matthew Robert Smith (Northampton, Anglaterra, 28 d'octubre de 1982) és un actor britànic conegut pels seus papers d'onzè doctor a la sèrie de ficció de la BBC Doctor Who (2010-2014), de príncep Felip a la sèrie històrica de Netflix The Crown (2016-2017) i de Daemon Targaryen al drama fantàstic d'HBO House of the Dragon (2022 - present).

## Trajectòria

### Primers anys i formació
Matthew Robert Smith va néixer a Northampton, Anglaterra, el 28 d'octubre de 1982, fill de fill de Lynne i David Smith. Té una germana gran, la Laura Jayne, que va ser una de les ballarines del vídeo musical de la cançó de 2004 d'Eric Prydz "Call on Me". Smith va assistir a la Northampton School for Boys. El seu avi havia jugat a futbol al comtat de Notts i ell també es va plantejar jugar-hi, fent les seves primeres passes a als equips de Northampton Town, Nottingham Forest i Leicester City, on va arribar a ser capità de l'equip de la categoria juvenil. Una lesió de la columna vertebral que va resultar en una espondilosi el va apartar dels camps de futbol.
El seu professor de teatre el va apropar la món de l'interpretació apuntant-lo a produccions teatrals sense el seu consentiment. Després de no participar en les dues primeres ocasions, el seu professor va impulsar-lo a que interpretés el desè jurat en una adaptació de Twelve Angry Men. Tot i que hi va participar, es va negar a assistir a un festival de teatre al qual també l'havia apuntat el seu professor, ja que ell es considerava un jugador de futbol i creia que la interpretació perjudicaria la seva imatge. El seu professor va persistir i finalment el va persuadir per unir-se al National Youth Theatre de Londres. Després de deixar l'escola, Smith va estudiar Drama i Escriptura Creativa a la Universitat d'East Anglia, on es va graduar el 2005.
Amb el National Youth Theatre, va interpretar Thomas Becket a Murder in the Cathedral (2003) i Fagot a El mestre i Margarida (2004). El seu paper en aquesta última producció li va aconseguir un agent i els seus primers treballs professionals Fresh Kills i On the Shore of the Wide World, que el van portar a buscar un acord amb la seva universitat per poder-se graduar sense assistir a les classes el seu darrer any.

### 2006 - 2009: Inici de la seva carrera
El seu primer paper televisiu va ser com Jim Taylor a les adaptacions de la BBC dels llibres de la Sally Lockhart The Ruby in the Smoke i The Shadow in the North.  Més endavant, el primer paper important aquest mateix mitjà va ser a la sèrie de televisió Party Animals, una sèrie dramàtica de ficció de la BBC sobre assessors i investigadors parlamentaris. Smith va interpretar en Danny Foster, un investigador parlamentari descrit com un  "friki de la política" intel·ligent però tímid i que per la seva edat no hauria d'estar gens interessat en la investigació.
Durant el temps en què Smith va estar actuant a On the Shore of the Wide World, l'obra es va traslladar al Royal National Theatre de Londres. Després d'acabar l'obra, va assumir el paper de Lockwood, a l'obra d'Alan Bennett The History Boys. En acabar aquesta producció va afegir-se al repartiment de l'obra per a adolescents Burn/Chatroom/Citizenship i a Swimming with Sharks amb Christian Slater. Aquesta darrera obra va ser el seu debut al West End londinenc.
El 2007, Smith va representar en Henry a l'obra de Polly Stenham That Face al Royal Court Theatre Upstairs de Chelsea. L'obra es va traslladar al Duke of York's Theatre al West End el 2008 i va esdevenir la segona oportunitat de l'actor d'interpretar un paper en aquesta zona. Tot el repartiment de l'obra va ser nominat per al premi Laurence Olivier 2008 en la categoria d'assoliment excepcional en un teatre afiliat. Per la seva banda, Matt Smith va aconseguir va obtenir una nominació al premi Evening Standard Theatre a la millor interpretació novell pel seu paper. Després del seu trasllat al West End, l'actuació de Smith com Henry va destacar com un dels aspectes positius de l'obra pels crítics de l'Evening Standard, el Daily Express, The Guardian i The Times.
En aquella època Smith es va presentar al càsting per al paper de Will McKenzie a la sèrie de comèdia The Inbetweeners, però finalment el paper li van donar al còmic i actor Simon Bird. El 2008 l'actor va participar en la comèdia negra criminal de Martin McDonagh Amagats a Bruges com a versió més jove del personatge interpretat per Ralph Fiennes, però les seves escenes no van arribar al tall final de la pel·lícula. El 2009 va protagonitzar el curtmetratge Together i el 2010 al llargmetratge Womb.

### 2010-2013: Doctor Who i reconeixements
Al gener de 2009 es va revelar que Matt Smith seria l'onzena reencarnació del Doctor a la sèrie de ciència-ficció Doctor Who,  després de la marxa de l'actor escocès David Tennant l'octubre de 2008. Aleshores encara era un actor pràcticament desconegut en comparació amb els altres candidats per interpretar el personatge, entre els quals es trobaven Paterson Joseph, David Morrissey, Sean Pertwee, James Nesbitt, Russell Tovey, Catherine Zeta-Jones, Chiwetel Ejiofor, Robert Carlyle i Billie Piper. Smith va ser nomenat per primera vegada com a possible successor menys d'un dia abans de ser anunciat com l'Onzè Doctor, a l'edició del 3 de gener de 2009 del BBC Breakfast. La seva manca de fama va provocar que un dels titulars que més es fes servir per donar la notícia fos "Doctor Who?" en referència al títol de la sèrie.
Per a aconseguir aquest paper, Smith va ser un dels primers actors que es van presentar a la selecció. L'equip de producció, format pel productor Steven Moffat, el Head of Drama de la BBC de Gal·les i el productor executiu Piers Wenger el van destacar immediatament per la seva intepretació. Addicionalment, l'actor es va presentar pel paper de John Watson a la sèrie de Moffat Sherlock, però no va tenir èxit perquè el productor va considerar que el seu estil s'acostava més al de l'excèntric Holmes, un paper que ja li havien donat a Benedict Cumberbatch.
Amb 26 anys, és a dir, tres anys més jove que Peter Davison en el moment del seu càsting com a Doctor el 1981, Matt Smith va esdevenir el Doctor més jove i l'actor més jove en ser suggerit per a aquest paper. Després de tres setmanes d'audicions, Moffat i Wenger van acordar que el paper seria per a Smith i el van informar de la seva elecció.
Smith va fer el seu debut a Doctor Who a l'abril de 2010 a l'episodi "The Eleventh Hour". Alguns fans del programa creien que Smith no tenia experiència i era massa jove per al paper, mentre que altres el van donar suport citant la seva demostrada capacitat d'actuació. Per la seva actuació va ser nominat a la categoria d'actuació dramàtica destacada dels British National Television Awards. Smith va ser el primer actor en el paper de Doctor a obtenir una nominació al Premi BAFTA a Millor Actor.
El juny de 2010, Smith va aparèixer a l'escenari amb Orbital, i va interpretar amb ells una versió del tema Doctor Who, al Festival de Glastonbury. També va presentar la Gala Doctor Who Prom, un concert de música clàssica al Royal Albert Hall el 24 i 25 de juliol de 2010. El matí del 26 de maig de 2012, Smith va portar la torxa olímpica a Cardiff, una acció que els fans de Doctor Who van destacar per la seva semblança amb un episodi de 2006 en què el personatge portava la torxa.
L'1 de juny de 2013, la BBC va anunciar que Smith deixaria Doctor Who al final de l'especial de Nadal de 2013. Va ser succeït per Peter Capaldi. Reflexionant sobre la seva decisió de marxar en una entrevista del 2016, va expressar la seva tristor per no haver-se quedat més temps a la producció, afirmant que hagués volgut treballar més temps amb la seva coprotagonista Jenna Coleman.
El maig de 2013 Smith fer el seu debut com a director de cinema amb el curtmetratge Cargese, que es va emetre a Sky Arts.

### 2014 - present: The Crown i altres papers
Entre 2013 i 2014 Smith va interpretar en Patrick Bateman a l'adaptació teatral d'American Psycho al Teatre Almeida de Londres. També va participar en el debut com a director de Ryan Gosling, el llargmetratge Lost River, estrenat el 2014. El 20 de novembre de 2014 es va anunciar que Smith havia estat escollit protagonista de la pel·lícula d'acció Patient Zero que es va estrenar el 2018 i va rebre males crítiques.
El 2015 Smith va tenir un paper secundari com l'encarnació de Skynet a Terminator Genisys. Tot i que es va parlar de que el seu paper tindria més protagonisme a una sisena i setena pel·lícula, aquestes produccions es van cancel·lar davant del fracàs de la seva preqüela.
El juny de 2015 Smith va ser escollit per interpretar el príncep Felip d'Edimburg al drama reial de Netflix The Crown. Va ocupar el paper durant dos temporades al costat de l'actriu Claire Foy i pel seu paper va aconseguir una nominació a l'Emmy en la categoria de Millor Actor Secundari en una sèrie dramàtica el 2018.
L'octubre de 2019 l'actor es va retrobar amb la seva companya de The Crown a en una producció de l'obra de Duncan Macmillan Lungs a The Old Vic.
El 2020 es va desvetllar que Matt Smith interpretaria a Daemon Targaryen a la nova producció d'HBO basada en l'univers de George R.R. Martin i la preqüela de la sèrie de fantasia Game of Thrones. La sèrie es va estrenar el 21 d'agost de 2022. Per la seva interpretació va rebre una nominació als Premis de la Crítica Televisiva en la categoria de Millor Actor Secundari en una sèrie dramàtica.
El 2021 Smith va unir al repartiment del llargmetratge de terror psicològic d'Edgar Wright Last Night in Soho com a protagonista al costat de Thomasin McKenzie i Anya Taylor-Joy. Aquell mateix any va aparéixer als videoclips de Noel Gallagher's High Flying Birds "We're On Our Way Now" i "Flying on the Ground".
El 2022 Smith es va unir a la pel·lícula spin-off de l'Univers Spiderman de Sony Morbius com a Lucien/Milo, tot i que inicialment es va anunciar que interpretaria el dolent Loxias Crown / Hunger. Va rebre crítiques negatives, tot i que l'actuació de Smith va obtenir alguns elogis de la crítica.
El 2024 Matt Smith va tornar al West End per protagonitzar una nova versió moderna de l'obra de Henrik Ibsen Un enemic del poble. Va interpretar el doctor Thomas Stockmann.

## Vida personal
Matt Smith es va declarar ateu. Ha citat la seva banda preferida Radiohead com a inspiració, tot i que també s'ha referit a la banda Oasis com la millor banda de rock and roll del món i és amic de Noel Gallagher.
El 2015, va ser declarat un dels 50 britànics millor vestits per la revista GQ.

## Filmografia

### Cinema
| Any          | Títol                           | Personatge                 | Notes                       |
| ------------ | ------------------------------- | -------------------------- | --------------------------- |
| 2008         | In Bruges                       | Jove Harry Waters          | Escenes eliminades          |
| 2010         | Womb                            | Thomas                     |                             |
| 2014         | Lost River                      | Bully                      |                             |
| 2015         | Terminator Genisys              | Alex / Skynet / The T-5000 | Acreditat com Matthew Smith |
| 2016         | Pride and Prejudice and Zombies | Mr. Parson William Collins |                             |
| 2018         | Mapplethorpe                    | Robert Mapplethorpe        |                             |
| 2018         | Patient Zero                    | Morgan                     |                             |
| 2018         | Charlie Says                    | Charles Manson             |                             |
| 2019         | Official Secrets                | Martin Bright              |                             |
| 2020         | His House                       | Mark Essworth              |                             |
| 2021         | Last Night in Soho              | Jack                       |                             |
| 2021         | The Forgiven                    | Richard Galloway           |                             |
| 2022         | Morbius                         | Lucien / Milo              |                             |
| 2023         | Starve Acre                     | Richard                    |                             |
| 2025         | Caught Stealing                 | Russ Miner                 | En gravació                 |
| Per anunciar | & Sons                          |                            | En gravació                 |

### Televisió
| Any          | Títol                          | Personatge                    | Notes                                                                                    |
| ------------ | ------------------------------ | ----------------------------- | ---------------------------------------------------------------------------------------- |
| 2006         | The Ruby in the Smoke          | Jim Taylor                    | Pel·lícula per a televisió                                                               |
| 2007         | The Shadow in the North        | Jim Taylor                    | Pel·lícula per a televisió                                                               |
| 2007         | Party Animals                  | Danny Foster                  | Protagonista, 8 episodis                                                                 |
| 2007         | Secret Diary of a Call Girl    | Tim                           | 1 episodi                                                                                |
| 2007         | The Street                     | Ian Hanley                    | 1 episodi                                                                                |
| 2009         | Moses Jones                    | DS Dan Twentyman              | Minisèrie, 3 episodis                                                                    |
| 2010         | The Sarah Jane Adventures      | El Doctor                     | Convidat, 2 episodis (Death of the Doctor)                                               |
| 2011-2014    | Doctor Who                     | El Doctor                     | Protagonista (Temporades 5, 6 i 7; Especial de 2013); Convidat (Temporada 8) 45 episodis |
| 2011         | Christopher and His Kind       | Christopher Isherwood         | Pel·lícula per a televisió                                                               |
| 2012         | Bert and Dickie                | Bert Bushnell                 | Pel·lícula per a televisió                                                               |
| 2013         | An Adventure in Space and Time | Ell mateix                    | Pel·lícula per a televisió                                                               |
| 2013         | The Five(ish) Doctors Reboot   | Ell mateix                    | Pel·lícula per a televisió                                                               |
| 2016-2017    | The Crown                      | Príncep Felip, duc d'Edimburg | Protagonista (Temporades 1 i 2), 20 episodis                                             |
| 2021         | This Time with Alan Partridge  | Dan Milner                    | 1 episodi                                                                                |
| 2021         | Superworm                      | Superworm                     | Veu                                                                                      |
| 2022–present | House of the Dragon            | Daemon Targaryen              | Protagonista, 17 episodis                                                                |
| 2025         | The Death of Bunny Munro       | Bunny Munro                   | Protagonista, 6 episodis, Productor executiu                                             |

### Teatre
| Any       | Títol                                     | Personatge       | Notes                                 |
| --------- | ----------------------------------------- | ---------------- | ------------------------------------- |
| 2003      | Murder in the Cathedral                   | Thomas Becket    | National Youth Theatre                |
| 2004      | The Master and Margarita                  | Basoon           | Lyric Hammersmith                     |
| 2004      | Fresh Kills                               | Arnold           | Royal Court Theatre Upstairs          |
| 2005      | On the Shore of the Wide World            | Paul Danzinger   | Royal Exchange Royal National Theatre |
| 2005–2006 | The History Boys                          | Lockwood         | Royal National Theatre                |
| 2006      | Burn/Chatroom/Citizenship                 | Tom/William/Gary | Royal National Theatre                |
| 2007      | That Face                                 | Henry            | Royal Court Theatre Upstairs          |
| 2007–2008 | Swimming with Sharks                      | Guy              | Vaudeville Theatre                    |
| 2008      | That Face                                 | Henry            | Duke of York's Theatre                |
| 2010      | Doctor Who Live: The Monsters Are Coming! | Onzè Doctor      | Wembley Arena                         |
| 2011-2012 | The Crash of the Elysium                  | Eleventh Doctor  | MediaCityUK                           |
| 2013–2014 | American Psycho                           | Patrick Bateman  | Almeida Theatre                       |
| 2016      | Unreachable                               | Maxim            | Royal Court Theatre                   |
| 2019      | Lungs                                     | M                | The Old Vic                           |
| 2024      | An Enemy of the People                    | Thomas Stockmann | Duke of York's Theatre                |

### Curtmetratges
| Any  | Títol                                                        | Personatge | Notes     |
| ---- | ------------------------------------------------------------ | ---------- | --------- |
| 2009 | Together                                                     | Rob        |           |
| 2013 | Cargese                                                      | —          | Director  |
| 2021 | "We're On Our Way Now" de Noel Gallagher's High Flying Birds |            | Videoclip |
| 2021 | "Flying on the Ground" de Noel Gallagher's High Flying Birds |            | Videoclip |